# Личное спасательное средство астронавтов
Личное спасательное средство астронавтов (англ. Personal Rescue Enclosure, сокр. PRE, также назывался Rescue Ball) — устройство для транспортировки астронавтов из одного космического корабля в другой в случае возникновения чрезвычайной ситуации. Было изготовлено в качестве прототипа и никогда реально не использовалось.

## История

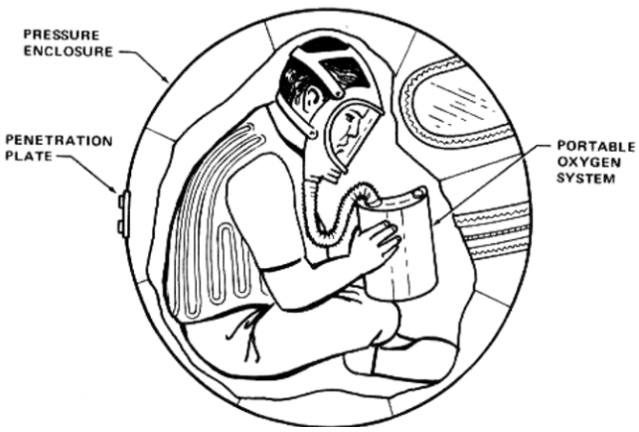
Личное спасательное средство

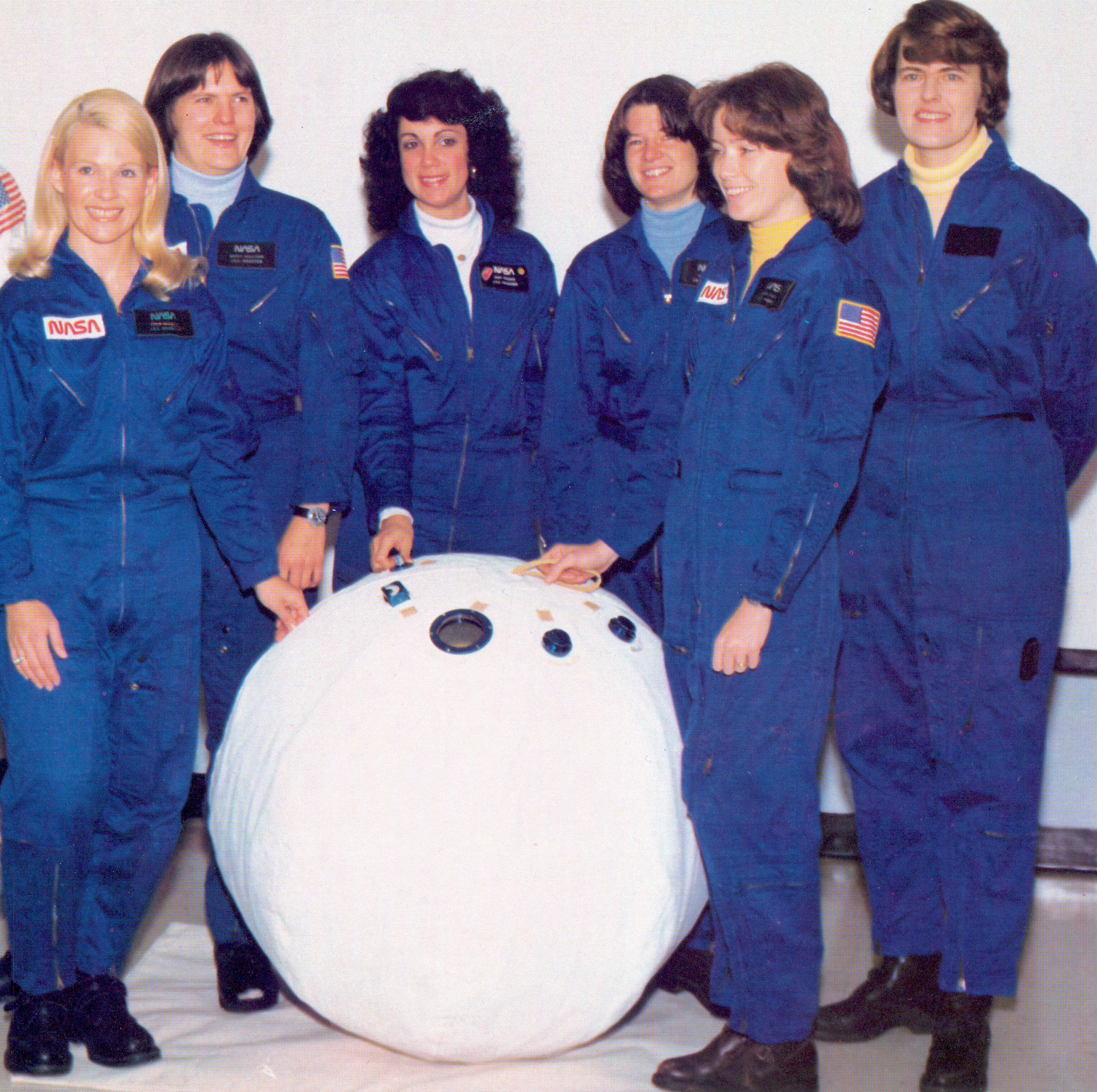
Женщины-астронавты рядом с PRE

Личное спасательное средство для астронавтов было разработано для защиты и спасения людей в космосе в случае чрезвычайной ситуации при нехватке скафандров. Разработка прототипа устройства была выполнена в 1970-х — 1980-х годах для программы Спейс шаттл. Данное устройство, обеспечивающее астронавта кислородом и газопоглотителем CO2 (скруббер), поддерживало жизнь человека в течение часа.
PRE имело форму шара диаметром 36 дюймов (914,4 мм), объёмом 0,33 кубических метра, и состояло из трех слоев ткани с окошком и «молнией», чтобы позволить астронавту открывать и закрывать его. Шар позволял одному из членов экипажа разместиться внутри калачиком, надеть кислородную маску и держать в руках скруббер. Он также имел шланг для связи с космическим кораблем — для подачи воздуха до разгерметизации шлюза. Спасательный шар с астронавтом внутри должен был доставляться к спасательному челноку тремя способами:
- вручную (один из астронавтов в скафандре тянет шар);
- с помощью робота-манипулятора, перемещающего шар (канадарм);
- шары прикреплены к связке между двумя космическими кораблями и тянутся как бельё на верёвке.

Система жизнеобеспечения, которая снабжала человека внутри спасательного средства кислородом, называлась «Personal Oxygen Supply». Материал, из которого изготовлялся шар, имел три слоя: полиуретановый, кевларовый и внешний термозащитный. Окно изготовлялось из лексана.